# Skryba

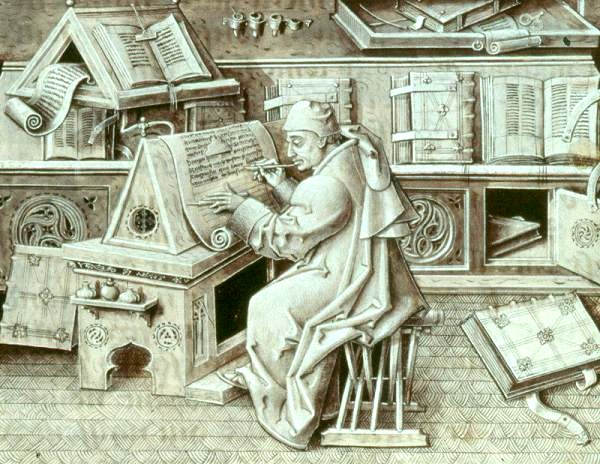
Europejski skryba przy pracy w skryptorium

Skryba (łac. scriba) – osoba zajmująca się zawodowo odręcznym przepisywaniem ksiąg lub dokumentów. Zawód skryby występował w zróżnicowanych formach we wszystkich kulturach posługujących się pismem.

## Starożytny Egipt

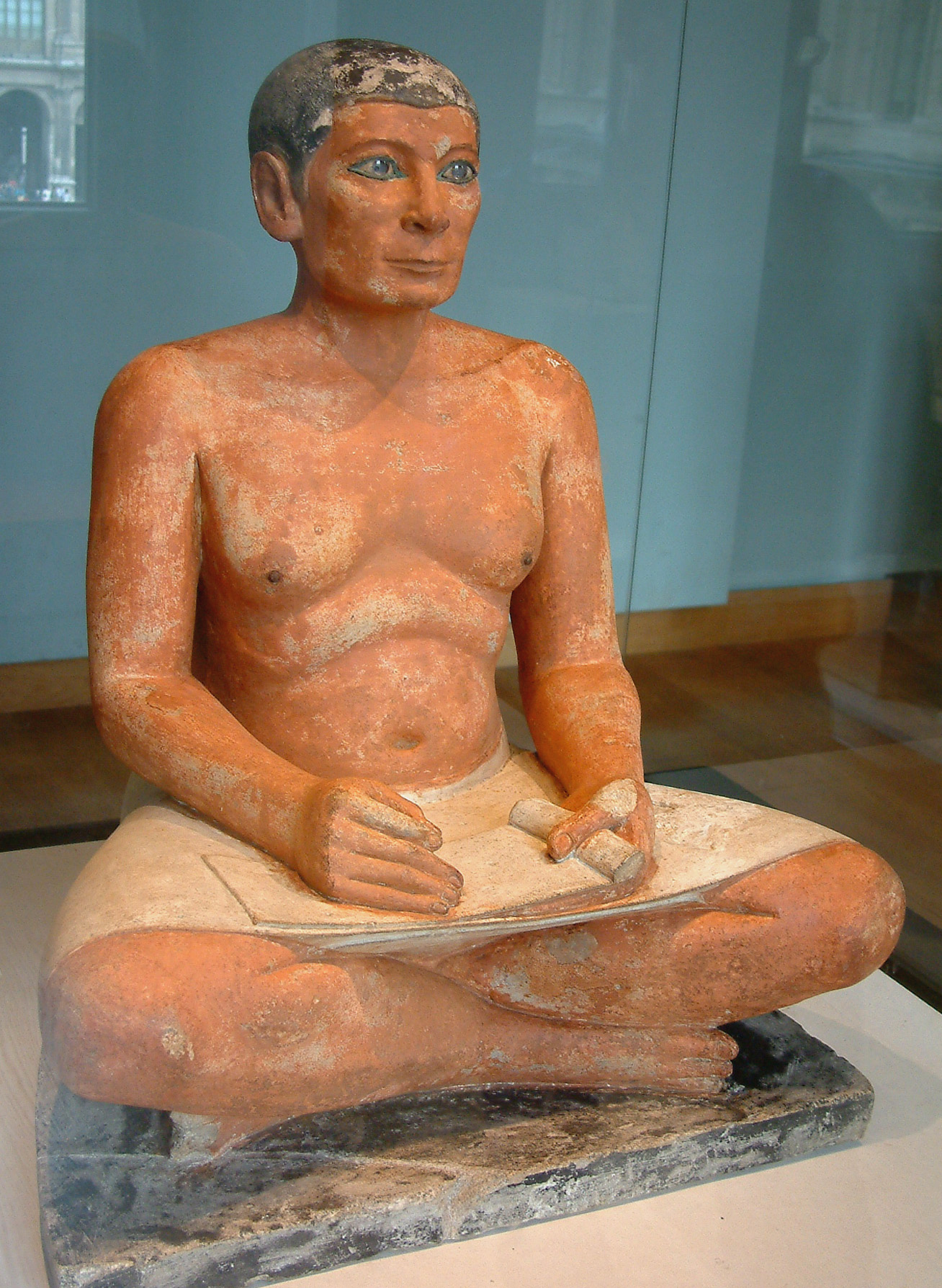
Egipski skryba ze zwojem papirusu

W starożytnym Egipcie skryba (sesh) był osobą wyedukowaną w zakresie posługiwania się pismem hieroglificznym, hieratycznym oraz od II połowy I tysiąclecia p.n.e. pismem demotycznym. Egipscy skrybowie najczęściej reprezentowani byli przez płeć męską oraz przynależeli do grupy społecznej, którą można określić jako średnią klasę wyższą. Zatrudnienie znajdowali zarówno w zbiurokratyzowanej administracji państwa faraonów, jak i w egipskich świątyniach i armii. Synowie skrybów wychowywani byli w tej samej, co ich ojcowie, tradycji – wysyłano ich do szkół, po ukończeniu których dziedziczyli ich zawód.
Wiele informacji na temat starożytnego Egiptu przetrwało do dziś dzięki dorobkowi egipskich skrybów. Monumentalne budowle były wznoszone pod ich nadzorem, dokumentowali oni administracyjną i ekonomiczną działalność państwa. Spisywali również treści powiązane z życiem nisko urodzonych grup społecznych Egiptu, a także utrwalali wiedzę pochodzącą spoza jego granic.
Zawód skryby, początkowo powiązany z boginią Seszat, w późniejszych dynastiach zarezerwowany był wyłącznie dla mężczyzn.
Skrybowie uważani byli za część dworu królewskiego, w związku z czym zwolnieni byli zarówno z obowiązku płacenia podatków jak i pełnienia służby wojskowej.

## Znani skrybowie
- Ahmes
- Baruch